# Ariel Gamarra
Pablo Ariel Gamarra González (Asunción, Paraguay; 26 de febrero de 2003) es un futbolista paraguayo. Juega de mediocampista y su equipo actual es el Club Puebla de la Primera División de México.

## Trayectoria

### Argentina
Pablo Ariel Gamarra González, mediocampista paraguayo nacido el 26 de febrero de 2003 en San Miguel, Paraguay, inició su formación futbolística en las divisiones inferiores de Argentinos Juniors, uno de los clubes históricos del fútbol argentino, reconocido por su cantera de talentos.
En 2024, Gamarra hizo su debut profesional en la Primera División de Argentina, destacando rápidamente por su capacidad de recuperación de balón, visión táctica y solidez en el mediocampo. Durante la temporada 2023/24, participó en múltiples competencias oficiales con el primer equipo, incluyendo la Liga Profesional Argentina, Copa de la Liga, Copa Argentina y la Copa Sudamericana
En total, disputó más de 25 partidos oficiales con el primer equipo, consolidándose como una opción confiable en el esquema táctico del club.

### México
Gracias a su rendimiento y su proyección internacional despertó el interés de clubes extranjeros, especialmente de la Liga MX. A mediados de 2025, el Club Puebla de México inició negociaciones para hacerse con sus servicios. Finalmente en julio de 2025, fue traspasado al Club Puebla de la Primera División de México.

## Clubes
| Club               | País      | Año             |
| ------------------ | --------- | --------------- |
| Argentinos Juniors | Argentina | 2022-2025       |
| Club Puebla        | México    | 2025-actualidad |